# Youri Egorov
Pour les articles homonymes, voir Egorov.
Iouri Aleksandrovitch Egorov (en russe : Юрий Александрович Егоров) est un pianiste classique né le 28 mai 1954 à Kazan, en Union soviétique et mort du sida le 16 avril 1988 aux Pays-Bas.

## Biographie

### Formation
Il se forme au conservatoire de Moscou avec Iakov Zak et remporte à douze ans un concours national pour l'exécution du concerto pour piano no 2 de Chostakovitch, qui lui offre à cette occasion une partition dédicacée.
Au cours d'une tournée en Italie, en 1976, il demande l'asile politique. Disposant d'un contact aux Pays-Bas, il s'installe à Amsterdam.

### Tournant: le concours Van-Cliburn en 1977
Toujours bien placé dans les concours internationaux (3e au concours Tchaïkovsky, 3e au concours Reine Élisabeth), il n'en remporte aucun, même pas le concours Van-Cliburn de 1977 durant lequel il livre une prestation devenue légendaire avec le temps tant elle a suscité la polémique et divisé les auditeurs. Lors de ce dernier concours, il est de loin le favori du public. À cette occasion, une souscription est ouverte par les membres du public qui ont su l'apprécier, ce qui lui permet de lancer sa carrière internationale par une série de concerts acclamés aux États-Unis en 1978.
Le concert au Carnegie Hall, le 16 décembre 1978, marque une consécration. Il interprète un programme très original, composé de quatre Fantaisies : Bach, Mozart, Chopin et Schumann. La critique est élogieuse, certains parlent de miracle musical.
Il décroche un contrat d'enregistrement avec la firme EMI : Kreisleriana et Carnaval  de Schumann, quelques Études de Chopin, Préludes de Debussy, Concerto pour piano no 5 de Beethoven, Concerto pour piano no 20 de Mozart…

### Fin de vie
Il continue à donner des concerts (en particulier aux Pays-Bas) jusqu'à quelques mois avant sa mort.
Dans ses interprétations, particulièrement mesurées, il déploie de grands talents de coloriste, d'architecte et de poète.
Il meurt à trente-trois ans du sida, le 16 avril 1988, léguant plusieurs de ses cahiers à l’écrivain néerlandais Jan Brokken, qui lui consacre un ouvrage relatant la vie du musicien ainsi que l’histoire de leur amitié : In het huis van de dichter (« Dans la maison du poète », éditions Atlas/Contact, 2008).

## Discographie
| Année | Compositeur   | Œuvre | Enregistré à                              | CD, LP ou site Internet                |
| ----- | ------------- | --- | ----------------------------------------- | -------------------------------------- |
| 1974  | Tchaïkovski   | Les Saisons (1875-1876) Opus 37b | VARA Studio 1, Hilversum                  | Radio 4 Concerthuis                    |
| 1974  | Tchaïkovski   | Concerto pour piano No.3 en Mi bémol majeur Opus 75, Orchestre philharmonique de la radio néerlandaise, chef d'orchestre Roberto Benzi | Concertgebouw Grande Salle, Amsterdam     | Radio 4 Concerthuis                    |
| 1975  | Maes          | Concerto pour piano, Orchestre symphonique de la RTB, chef d'orchestre Irwin Hoffman                                                   | Concours Reine Elisabeth, BOZAR Bruxelles | Deutsche Grammophon 2530 602           |
| 1975  | Schumann      | Carnaval, opus 9 | Concours Reine Elisabeth, BOZAR Bruxelles | Deutsche Grammophon 2530 602           |
| 1976  | Bach          | Concerto Italien en Fa majeur BWV 971                                                                                                  | Concertgebouw Petite Salle, Amsterdam     | Radio 4 Concerthuis                    |
| 1976  | Bach          | Le Clavier bien tempéré Livre 1: No.13 en Fa dièse majeur BWV 857                                                                      |                                           | CD Astoria Stereo DP 87001             |
| 1976  | Bach          | Le Clavier bien tempéré Livre 1: No.24 en si mineur BWV 869                                                                            |                                           | CD Astoria Stereo DP 87001             |
| 1976  | Chopin        | Étude en Mi majeur Opus 10 No.3 'Tristesse' ou ‘L'adieu’                                                                               | Concertgebouw Grande Salle, Amsterdam     | Radio 4 Concerthuis                    |
| 1976  | Chopin        | Étude en do dièse mineur Opus 10 No.4 ‘Le Torrent’                                                                                     | Concertgebouw Grande Salle, Amsterdam     | Radio 4 Concerthuis                    |
| 1976  | Chopin        | Scherzo No.2 en si bémol mineur Opus 31                                                                                                | Concertgebouw Grande Salle, Amsterdam     | Radio 4 Concerthuis                    |
| 1976  | Saint-Saëns   | Concerto pour piano n°2 en sol mineur Opus 22 (1868), Orchestre Symphonique d’Amsterdam, conducteur Guido Ajmone-Marsan                | Concertgebouw Grande Salle, Amsterdam     | Radio 4 Concerthuis                    |
| 1976  | Scarlatti     | Sonate pour clavecin en Sol majeur K 125                                                                                               | Concertgebouw Grande Salle, Amsterdam     | Radio 4 Concerthuis                    |
| 1976  | Scarlatti     | Sonate pour clavecin en ré mineur K 32                                                                                                 | Concertgebouw Grande Salle, Amsterdam     | Radio 4 Concerthuis                    |
| 1976  | Scarlatti     | Sonate pour clavecin en La majeur K 322                                                                                                | Concertgebouw Grande Salle, Amsterdam     | Radio 4 Concerthuis                    |
| 1976  | Scarlatti     | Sonate pour clavecin en mi majeur K 380                                                                                                | Concertgebouw Grande Salle, Amsterdam     | Radio 4 Concerthuis                    |
| 1976  | Scarlatti     | Sonate pour clavecin en Fa majeur K 518                                                                                                | Concertgebouw Grande Salle, Amsterdam     | Radio 4 Concerthuis                    |
| 1976  | Scarlatti     | Sonate pour clavecin en si mineur K 87                                                                                                 | Concertgebouw Grande Salle, Amsterdam     | Radio 4 Concerthuis                    |
| 1978  | Beethoven     | Concerto pour piano No.3 en Do majeur, Opus 37, Orchestre Symphonique d’Amsterdam, chef d'orchestre Hans Vonk                          | Concertgebouw Grande Salle, Amsterdam     | NOS                                    |
| 1978  | Bach          | Fantaisie chromatique et fugue en ré mineur BWV 903                                                                                    | Carnegie Hall, New York                   | EMI Classics 50999 2 06531 2 5         |
| 1978  | Beethoven     | Fantaisie chorale en do mineur Opus 80, Orchestre philharmonique de la radio néerlandaise, chef d'orchestre Willem van Otterloo        | Concertgebouw Grande Salle, Amsterdam     | Radio 4 Concerthuis                    |
| 1978  | Chopin        | Étude en mi majeur Opus 10 No.3 'Tristesse' ou ‘L'adieu’                                                                               | Carnegie Hall, New York                   | EMI Classics 50999 2 06531 2 5         |
| 1978  | Chopin        | Étude en sol bémol majeur Opus 10 No.5 ‘La Négresse’ ou parfois ‘Sur les touches noires’                                               | Carnegie Hall, New York                   | EMI Classics 50999 2 06531 2 5         |
| 1978  | Chopin        | Fantaisie en fa mineur Opus 49 | Carnegie Hall, New York                   | EMI Classics 50999 2 06531 2 5         |
| 1978  | Liszt         | La Campanella en sol dièse mineur S 141                                                                                                | Studio de télévision, Baden-Baden         | Site Internet Youri Egorov Foundation  |
| 1978  | Mozart        | Fantaisie en do mineur KV 475 | Carnegie Hall, New York                   | EMI Classics 50999 2 06531 2 5         |
| 1978  | Rachmaninov   | Rhapsodie sur un thème de Paganini Opus 43, Orchestre philharmonique de la radio néerlandaise, conducteur Willem van Otterloo          | Concertgebouw Grande Salle, Amsterdam     | Radio 4 Concerthuis                    |
| 1978  | Schumann      | Kreisleriana Opus 16 | Concertgebouw Petite Salle, Amsterdam     | EMI Classics 50999 2 06531 2 5         |
| 1978  | Schumann      | Novellettes Opus 21 No.1 et 8 | Concertgebouw Petite Salle, Amsterdam     | EMI Classics 50999 2 06531 2 5         |
| 1979  | Chopin        | Études Opus 10 et 25 | New York                                  | Musical Heritage Society 4493          |
| 1979  | Schumann      | Fantaisie en Do majeur Opus 17 | Pays-Bas                                  | Globe GLO 6015                         |
| 1979  | Tchaïkovski   | Concerto pour piano n°1 en si bémol mineur Opus 23, Orchestre du Concertgebouw, chef d'orchestre Antal Doráti                          | RAI, Amsterdam                            |                                        |
| 1980  | Bach          | Partita No.6 BWV 830 | Concertgebouw Grande Salle, Amsterdam     | Legacy 2 Canal Grande CG 9214          |
| 1980  | Bartók        | Sonate pour piano (1926) | Concertgebouw Grande Salle, Amsterdam     | Legacy 2 Canal Grande CG 9214          |
| 1980  | Chopin        | Études Opus 10 | Concertgebouw Grande Salle, Amsterdam     | Legacy 2 Canal Grande CG 9214          |
| 1981  | Bartók        | Sonate pour violon et piano (1923), Emmy Verhey, violon                                                                                | Concertgebouw Petite Salle, Amsterdam     | MP3 Download                           |
| 1981  | Brahms        | Sonate pour violon et piano No.3 en ré mineur Opus 108 (1886/88) Emmy Verhey, violon                                                   | Concertgebouw Petite Salle, Amsterdam     | MP3 Download                           |
| 1981  | Chopin        | Fantaisie en fa mineur Opus 49 | Studios Abbey Road, Londres               | EMI Classics 50999 2 06531 2 5         |
| 1981  | Chopin        | Nocturne en Ré bémol majeur Opus 27 No.2                                                                                               | Studios Abbey Road, Londres               | EMI Classics 50999 2 06531 2 5         |
| 1981  | Chopin        | Nocturne en do dièse mineur Opus Posth. No.1                                                                                           | Studios Abbey Road, Londres               | EMI Classics 50999 2 06531 2 5         |
| 1981  | Chopin        | Nocturne en Fa dièse majeur Opus 15 No.2                                                                                               | Studios Abbey Road, Londres               | EMI Classics 50999 2 06531 2 5         |
| 1981  | Chopin        | Scherzo n°2 en si bémol mineur Opus 31                                                                                                 | Studios Abbey Road, Londres               | EMI Classics 50999 2 06531 2 5         |
| 1981  | Haydn         | Sonate n°33 Hoboken XVI/20 | Concertgebouw Grande Salle, Amsterdam     | Legacy 4 Canal Grande CG 9216          |
| 1981  | Prokofiev     | Sonate n°8 en si bémol majeur Opus 84 (1939-1944)                                                                                      | Concertgebouw Grande Salle, Amsterdam     | Legacy 3 Canal Grande CG 9215          |
| 1981  | Schubert      | Sonate pour violon et piano en la majeur DV 574 (1817), Emmy Verhey, violon                                                            | Concertgebouw Petite Salle, Amsterdam     | MP3 Download                           |
| 1981  | Schumann      | Papillons Opus 2 | Concertgebouw Petite Salle, Amsterdam     | EMI Classics 50999 2 06531 2 5         |
| 1982  | Beethoven     | Andante Favori en Fa majeur | Concertgebouw Grande Salle, Amsterdam     | Legacy 4 Canal Grande CG 9216          |
| 1982  | Beethoven     | Concerto pour piano No.5 en Mi bémol majeur Opus 73 'L'Empereur', Orchestra Philharmonia, chef d'orchestre Wolfgang Sawallisch         | Studios Abbey Road, Londres               | EMI Classics 50999 2 06531 2 5         |
| 1982  | Chopin        | Ballade n°1 en sol mineur Opus 23 | Studios Abbey Road, Londres               | EMI Classics 50999 2 06531 2 5         |
| 1982  | Schubert      | Sonate en do mineur DV 958 | Concertgebouw Grande Salle, Amsterdam     | ET'CETERA KTC 1468                     |
| 1982  | Schumann      | Carnaval Opus 9 | EMI Records Ltd.                          | EMI Classics 50999 2 06531 2 5         |
| 1982  | Schumann      | Toccata Opus 7 | EMI Records Ltd.                          | EMI Classics 50999 2 06531 2 5         |
| 1982  | Chopin        | Concerto pour piano No.2 en fa mineur, Opus 21, Orchestre Symphonique d'Utrecht, chef d'orchestre David Zinman                         | Concertgebouw Grande Salle, Amsterdam     | Veronica Merken BV                     |
| 1983  | Brahms        | 6 Pièces pour piano: Intermezzo en la mineur Opus 118                                                                                  | TROS                                      | Philips Essential Recordings 464 375-2 |
| 1983  | Brahms        | 6 Pièces pour piano: Intermezzo en La majeur Opus 118                                                                                  | TROS                                      | Philips Essential Recordings 464 375-2 |
| 1983  | Brahms        | 6 Pièces pour piano: Intermezzo en fa mineur Opus 118                                                                                  | TROS                                      | Philips Essential Recordings 464 375-2 |
| 1982  | Brahms        | Concerto pour piano No.1 en ré mineur Opus 15, Orchestre Symphonique d'Utrecht, chef d'orchestre David Zinman                          | Concertgebouw Grande Salle, Amsterdam     |                                        |
| 1983  | Debussy       | Estampes (1903) | Studios Abbey Road, Londres               | EMI Classics 50999 2 06531 2 5         |
| 1983  | Debussy       | Images Livre 1, n°1 Reflets dans l'eau                                                                                                 | Studios Abbey Road, Londres               | EMI Classics 50999 2 06531 2 5         |
| 1983  | Debussy       | Préludes Livre 1 & 2 | Studios Abbey Road, Londres               | EMI Classics 50999 2 06531 2 5         |
| 1983  | Chostakovitch | Sonate n°2 Opus 64 (1942) | Concertgebouw Grande Salle, Amsterdam     | Legacy 3 Canal Grande CG 9215          |
| 1985  | Mozart        | Concerto pour piano n°17 en sol majeur KV 453, Orchestre Philharmonia, chef d'orchestre Wolfgang Sawallisch                            | Studios Abbey Road, Londres               | EMI Classics 50999 2 06531 2 5         |
| 1985  | Mozart        | Concerto pour piano n°20 en ré mineur KV 466, Orchestre Philharmonia, chef d'orchestre Wolfgang Sawallisch                             | Studios Abbey Road, Londres               | EMI Classics 50999 2 06531 2 5         |
| 1985  | Schumann      | Arabesque Opus 18 | Studios Abbey Road, Londres               | EMI Classics 50999 2 06531 2 5         |
| 1985  | Schumann      | Bunte Blätter Opus 99 | Studios Abbey Road, Londres               | EMI Classics 50999 2 06531 2 5         |
| 1986  | Babadjanian   | Bilder für Piano (1965) | De IJsbreker, Amsterdam                   | Legacy 3 Canal Grande CG 9215          |
| 1987  | Beethoven     | Andante Favori en Fa majeur | VARA Studio 1,Hilversum                   | Legacy 4 Canal Grande CG 9216          |
| 1987  | Brahms        | Quintette pour piano et cordes en fa mineur Opus 34, Glinka Quartette                                                                  | Concertgebouw Petite Salle, Amsterdam     | Radio 4 Concerthuis                    |
| 1987  | Ravel         | Miroirs | De IJsbreker, Amsterdam                   |                                        |
| 1987  | Schubert      | Quintette en La majeur ‘La Truite’ D 667, Orlando Quartette                                                                            | Concertgebouw Petite Salle, Amsterdam     | NCRV                                   |
| 1987  | Schubert      | 6 Moments musicaux DV 780 | Concertgebouw Petite Salle, Amsterdam     | ET'CETERA KTC 1468                     |
| 1988  | Brahms        | 6 Pièces pour piano Opus 118 | Enregistrement privé                      | Site Internet Youri Egorov Foundation  |